# Primera División 1922
In 1922 werd het 31ste seizoen gespeeld van de Primera División, de hoogste voetbaldivisie van Argentinië. 
Huracán werd kampioen van de AAF en Independiente van de AAmF. 

## Eindstand

### AAF
| Plaats | Club                    | Wed. | W  | G | V  | Saldo | Ptn. |
| ------ | ----------------------- | ---- | -- | - | -- | ----- | ---- |
| 1º     | Huracán                 | 16   | 13 | 2 | 1  | 36:7  | 28   |
| 2º     | Sportivo Palermo        | 16   | 11 | 3 | 2  | 34:14 | 25   |
| 3º     | Boca Juniors            | 16   | 10 | 2 | 4  | 30:19 | 22   |
| 4º     | Del Plata               | 16   | 10 | 0 | 6  | 27:15 | 20   |
| 5º     | Nueva Chicago           | 16   | 7  | 4 | 5  | 23:22 | 18   |
| 6º     | Argentinos Juniors      | 16   | 7  | 4 | 5  | 18:19 | 18   |
| 7º     | Alvear                  | 16   | 7  | 3 | 6  | 29:16 | 17   |
| 8º     | Dock Sud                | 16   | 6  | 4 | 6  | 22:23 | 16   |
| 9º     | Boca Alumni             | 16   | 6  | 3 | 7  | 20:22 | 15   |
| 10º    | Sportivo Barracas       | 16   | 4  | 6 | 6  | 18:20 | 14   |
| 11º    | Estudiantes de La Plata | 16   | 4  | 5 | 7  | 20:29 | 13   |
| 12º    | Sportivo del Norte      | 16   | 5  | 3 | 8  | 14:22 | 13   |
| 13º    | Porteño                 | 16   | 4  | 4 | 8  | 15:24 | 12   |
| 14º    | El Porvenir             | 16   | 3  | 6 | 7  | 11:20 | 12   |
| 15º    | San Fernando            | 16   | 3  | 5 | 8  | 14:30 | 11   |
| 16º    | Progresista             | 16   | 2  | 5 | 9  | 19:32 | 9    |
| 17º    | CA Platense             | 16   | 3  | 3 | 10 | 16:32 | 9    |

|  | Kampioen |

#### Topschutter
| Speler              | Speler            | Goals | Club         |
| ------------------- | ----------------- | ----- | ------------ |
| Vlag van Argentinië | Domingo Tarasconi | 11    | Boca Juniors |

### AAmF
| Plaats | Club                        | Wed. | W  | G  | V  | Saldo | Ptn. |
| ------ | --------------------------- | ---- | -- | -- | -- | ----- | ---- |
| 1º     | Independiente               | 40   | 30 | 5  | 5  | 97:27 | 65   |
| 2º     | River Plate                 | 40   | 25 | 11 | 4  | 58:18 | 61   |
| 3º     | San Lorenzo                 | 40   | 24 | 12 | 4  | 65:25 | 60   |
| 4º     | Racing Club de Avellaneda   | 40   | 23 | 11 | 6  | 65:30 | 57   |
| 5º     | Gimnasia y Esgrima La Plata | 40   | 22 | 9  | 9  | 52:30 | 53   |
| 6º     | Platense                    | 40   | 20 | 12 | 8  | 56:30 | 52   |
| 7      | Vélez Sarsfield             | 40   | 16 | 10 | 14 | 47:43 | 42   |
| 8      | Banfield                    | 40   | 18 | 6  | 16 | 52:55 | 42   |
| 9      | Tigre                       | 40   | 15 | 11 | 14 | 50:45 | 41   |
| 10     | Atlanta                     | 40   | 14 | 11 | 15 | 42:40 | 39   |
| 11     | San Isidro                  | 40   | 12 | 11 | 17 | 46:51 | 35   |
| 12     | Ferro Carril Oeste          | 40   | 15 | 5  | 20 | 43:53 | 35   |
| 13     | Estudiantil Porteño         | 40   | 14 | 6  | 20 | 43:53 | 34   |
| 14     | Sportivo Almagro            | 40   | 12 | 10 | 18 | 46:58 | 34   |
| 15     | Defensores de Belgrano      | 40   | 12 | 8  | 20 | 41:55 | 32   |
| 16     | Barracas Central            | 40   | 10 | 11 | 19 | 35:53 | 31   |
| 17     | Sportivo Buenos Aires       | 40   | 10 | 10 | 20 | 42:64 | 30   |
| 18     | Lanús                       | 40   | 10 | 8  | 22 | 47:69 | 28   |
| 19     | Estudiantes (BA)            | 40   | 10 | 7  | 23 | 35:61 | 27   |
| 20     | Palermo                     | 40   | 7  | 7  | 26 | 40:85 | 21   |
| 21     | Quilmes                     | 40   | 8  | 5  | 27 | 25:82 | 21   |

|  | Kampioen   |
|  | degradatie |

#### Topschutter
| Speler              | Speler        | Goals | Club          |
| ------------------- | ------------- | ----- | ------------- |
| Vlag van Argentinië | Manuel Seoane | 55    | Independiente |